# Felix Mendelssohn Bartholdy Hochschulwettbewerb
Der Mendelssohn-Preis, von 1879 bis 1936 vom Preußischen Staat verliehen, wurde 1963 durch die Stiftung Preußischer Kulturbesitz zu neuem Leben erweckt.
Die Stiftung vergibt den seitdem Felix-Mendelssohn-Bartholdy-Preis genannten Preis jährlich pro Wettbewerbsfach einmal an besonders begabte Studierende einer der 23 anerkannten Musikhochschulen Deutschlands.
Der Preis ist benannt nach dem Komponisten Felix Mendelssohn Bartholdy.
Seit der Zusammenführung mit dem vormaligen „Hochschulwettbewerb der deutschen Musikhochschulen“ im Jahr 2013 stellt dieser Wettbewerb den bedeutendsten Nachwuchs-Musikwettbewerb für Absolventen von Musikhochschulen in Deutschland dar.
Die Vergabe wird in einem Wettbewerb mit jeweils zwei jährlich wechselnden Wettbewerbsfächern entschieden, an dem jede Hochschule für jedes Fach nur einen Kandidaten oder Kandidatin bzw. ein Ensemble benennen darf. Es können auch Ensembles benannt werden, die sich aus Studierenden verschiedener Hochschulen zusammensetzen (die an den gemischten Ensembles beteiligten Hochschulen einigen sich darauf, welche Hochschule die Nennung für dieses Ensemble abgibt).
Unter den Preisträgern finden sich viele später berühmt und einflussreich gewordene Künstler ihrer jeweiligen Generation.

## Wettbewerbsfächer
Jedes Jahr gibt es zwei Wettbewerbsfächer. Zu diesen entsenden alle deutschen Musikhochschulen jeweils zwei Studierende des entsprechenden Fachs.
Zyklisch wird der Hochschulwettbewerb in folgenden Kategorien ausgetragen:
- Violine und Klaviertrio (2025)
- Klavier und Komposition (2026)
- Violoncello und Orgel (2027)
- Gesang und Streichquartett (2028)

## Auszeichnungen
In jedem Wettbewerbsfach werden der erste Preis (Mendelssohn-Preis), ein zweiter Preis (Preis des Bundespräsidenten) sowie ein dritter Preis (Elsa-Wera-Arnold-Stiftung) vergeben.
Zudem kann ein Sonderpreis für die beste Interpretation des Auftragwerkes (Bestandteil der ersten Runde) sowie der Preis der Freunde Junger Musiker erlangt werden. Daneben kann es weitere Sonderpreise geben, im Jahr 2023 etwa den Hildebrandt-Preis der Stadt Naumburg für die beste Interpretation des verpflichtenden Orgelwerks von Johann Sebastian Bach im Fach Orgel.
Die jeweils ersten Preisträger erhalten außerdem eine Anschlussförderung in Form des media-Preises, die ihnen ermöglicht, eine Medien-Produktion zusammen mit dem Label „betont“ der  Universität der Künste Berlin durchzuführen.

## Jury

### Zusammensetzung
Die Satzung des Felix Mendelssohn Bartholdy Hochschulwettbewerbs sieht vor, dass die Künstlerische Leitung den Juryvorsitz und die Jurymitglieder beruft.  In die Jury sollen bekannte Musiker des jeweiligen Fachs berufen werden, wobei mindestens zwei eine Professur an einer Hochschule der RKM benötigen. Den Juryvorsitz vergibt die Künstlerische Leitung, wobei es grundsätzlich jedem Mitglied der Jury möglich ist, in den Vorsitz zu berufen werden. Die Künstlerische Leitung und der Juryvorsitz wählen die Bestandteile des Wettbewerbsprogramms aus.

## Veranstalterinnen
Der Felix Mendelssohn Bartholdy Hochschulwettbewerb wird gemeinsam von der Stiftung Preußischer Kulturbesitz (SPK), der Rektorenkonferenz der deutschen Musikhochschulen (RKM) und der Universität der Künste Berlin im Konzertsaal Hardenbergstr. und in der Bundesallee an der Universität der Künste Berlin sowie im Konzerthaus Berlin ausgetragen.
Organisiert wird der Wettbewerb von der Geschäftsstelle mit Sitz in der Universität der Künste Berlin. Die amtierende Geschäftsführerin ist Julia Hartmann.